# Пъдарино
Пъдарино е село в Североизточна България. То се намира в община Омуртаг, област Търговище.

## Обществени институции
- Народно читалище „Д-р Петър Берон -1952“